# Doudou Gouirand
Pour les articles homonymes, voir Gouirand.
Doudou Gouirand né en 1940 est un saxophoniste alto/soprano et un compositeur de jazz français.
Doudou Gouirand a construit sa musique autour de son identité de Méditerranéen et au gré des rencontres avec le Jazz, les Musiques traditionnelles et les Musiques improvisées.
Dans son cheminement musical, il a participé, aux côtés de Don Cherry ou d'Okay Temiz et J. M'Bizo Dyani à la fondation des nouveaux territoires de la world music et d'un jazz ouvert.
Il a aussi par la suite été confronté à d'autres univers jazzistiques d'un niveau d'inspiration également très élevé, dans lesquels l'improvisation occupe une place prépondérante : avec le pianiste Mal Waldron, la chanteuse Jeanne Lee, le bandonéoniste argentin Dino Saluzzi ou le pianiste Paul Bley.
Avec Les Racines du ciel (2002), Doudou Gouirand signe son dixième disque personnel, après s'être produit sur la plupart des grandes scènes en France et à l'étranger, avec des festivals prestigieux tels que Nice, Banlieues Bleues, Festival de Paris, Jazz en France, Amiens, Nevers, Festival de Radio-France Montpellier, Montreal, Vancouver, Toronto, Zurich, Malaga, etc.
Après son CD Passages en 1999 (ZZ/Harmonia Mundi) en quartet : Rita Marcotulli (piano), J.J. Avenel (contrebasse), J. Allouche (batterie) et deux invités : Kevin Davy (trompette) et Elise Caron (voix), nouvel album 2002 avec un groupe réunissant des musiciens africains et européens, la tradition et le jazz, la Méditerranée et l'Afrique : Les racines du ciel (mai 2002, distr. BMG) (sélection FIP juin 2002 et Francophonie Diffusion), avec Cheikh Tidiane Seck, Hadja Kouyate, Moriba Koita, Baptiste Trotignon, Gérard Pansanel, etc.
La musique de D. Gouirand est un mélange frais et original de toutes ses expériences et souvenirs musicaux précédents, venant autant du jazz (et du classique), auxquels il a été exposé depuis ses jeunes années, que de l'inspiration apportée par ses racines méditerranéennes de Provence, de Corse, d'Italie...

## Discographie sélective
- Islands, avec Michel Benita, Chris Mc Gregor, J.C. Montredon, Lelle Kullgren, Catherine Vonderweidt (1981)
- Mouvements naturels, avec Pierre Dorge, Johnny Dyani, J.C. Montredon (1983)
- Chanting and Dancing, avec Pierre Dorge, Johnny Dyani, Sangoma Everett, Cheikh Tidiane Fall (1985)
- Forgotten tales, avec Don Cherry, Pierre Dorge, Gérard Pansanel, Antonello Salis, Michel Marre, Sangoma Everett, Cheikh T. Fall, Christian Lavigne, Andy Mc Kee, Joel Allouche (1986)
- Space, avec Mal Waldron et Michel Marre (1987)
- La nuit de Wounded Knee, avec Bobo Stenson, Aldo Romano et Palle Danielsson (1990)
- Le matin d'un fauve, avec Mal Waldron et Michel Marre (1994)
- Nino Rota / Fellini, en collaboration avec Gérard Pansanel, avec Michel Marre, Antonello Salis, Joel Allouche, Yves Robert, Michel Godard, J.J. Avenel (1995)
- Passages, avec Rita Marcotulli, J.J. Avenel, Joel Allouche, Kevin Davy et Elise Caron (1999)
- Indigo song - Les Racines du Ciel, avec Cheikh Tidiane Seck, Moriba Koita, Pinise Saul, Hadja Kouyate, Yakhouba Sissoko, Baptiste Trotignon, Sangoma Everett, J.J. Avenel, Kevin Davy, Gérard Pansanel, Ali Boulo Santo, Pibo Marques, Marcia Escoffery, Samir Toukour… (2002)
- Aumja - Mythologies, en collaboration avec Brigitte Menon, Jean-Marie Fréderic et Pierre Dayraud (2005)
- Boleros, - Recorded in Santiago de Cuba   (2007)